# James Moriarty (cyclisme)
James Moriarty, né le 7 juin 2001 à Brisbane, est un coureur cycliste australien, spécialiste de la piste.

## Palmarès sur piste

### Coupe des nations
- 2022
  - 1er de la poursuite par équipes à Milton (avec Graeme Frislie, Josh Duffy et Conor Leahy)
  - 3e de la poursuite à Milton
- 2025
  - 1er de la poursuite par équipes à Konya (avec Liam Walsh, Blake Agnoletto, Josh Duffy et Oliver Bleddyn)

### Jeux du Commonwealth
| Édition / Épreuve | Poursuite par équipes |
| Birmingham 2022   | Bronze                |

### Championnats d'Océanie
| Édition / Épreuve | Poursuite par équipes | Poursuite individuelle |
| Brisbane 2022     | Or                    |                        |
| Brisbane 2023     | Bronze                | Or                     |
| Brisbane 2025     |                       | Bronze                 |

### Championnats d'Australie
- 2018
  - 3e de l'américaine
- 2019
  - 2e de l'omnium
- 2021
  - 2e de la poursuite
  - 2e de la poursuite par équipes
- 2022
  - 2e de la poursuite par équipes
- 2023
  - 2e de la poursuite
- 2024
  - 2e de la poursuite
  - 2e de la course aux points
- 2025
  -  Champion d'Australie de poursuite

## Palmarès sur route
- 2019
  - 3e du championnat d'Australie du contre-la-montre juniors